# حفسرجه
حفسرجه (به عربی: حفسرجة) یک روستا در سوریه است که در ناحیه ارمناز واقع شده‌است. حفسرجه ۴٬۲۸۷ نفر جمعیت دارد.